# Provincia de Kurhessen
La Provincia de Kurhessen (del alemán: Provinz Kurhessen) fue una provincia de Prusia dentro de la Alemania nazi entre 1944 y 1945.
Aunque todos los estados alemanes de la República de Weimar, incluyendo Prusia, habían sido de facto disueltos en 1933, el gobierno nazi formalmente disolvió la prusiana Provincia de Hesse-Nassau en dos provincias el 1 de abril de 1944: Kurhessen y la Provincia de Nassau. 
El nombre Kurhessen proviene del anterior Electorado de Hesse-Kassel (o Hesse-Cassel; 1803-1866) que, tras la guerra austro-prusiana, Prusia se anexionó para formar parte de la Provincia de Hesse-Nassau.
Tras el final de la Segunda Guerra Mundial, Kurhessen cayó bajo administración americana. La provincia fue disuelta por las fuerzas de ocupación estadounidenses el 19 de septiembre de 1946 y pasó a formar parte de la zona de administración de Gran Hesse. Justo sobre un año después, Gran Hesse se convirtió en el moderno estado de Hesse.
- Datos: Q314222